# Государственный комитет Российской Федерации по делам молодёжи
Государственный комитет Российской Федерации по делам молодёжи (сокращённо Госкоммолодёжи) — федеральный орган исполнительной власти, осуществлявший функции по определению государственной молодёжной политики и нормативно-правовому регулированию в этой сфере, оказанию государственных услуг и управлению государственным имуществом в сфере государственной молодёжной политики, созданию во взаимодействии с общественными организациями и движениями, представляющими интересы молодёжи, условий для обеспечения здорового образа жизни молодёжи, нравственного и патриотического воспитания, реализации молодёжью своих профессиональных возможностей, а также по координации деятельности в данной сфере органов исполнительной власти субъектов Российской Федерации.

## Государственный комитет Российской Федерации по делам молодёжи в 1991-2000 гг.
До этого государственные функции в РСФСР по работе с молодёжью были возложены на ЦК ВЛКСМ. 
30 июля 1991 — 10 ноября 1991 — Государственный комитет РСФСР по молодежной политике 
16 сентября 1992 года был образован Государственный комитет РФ по делам молодёжи. 24 июня 1998 года Госкомитет был упразднен, а его функции переданы Министерству труда и социального развития, в котором был создан Департамент по делам молодёжи.
22 сентября 1998 года был вновь создан Государственный комитет РФ по делам молодёжи.
25 мая 1999 года комитет был переименован в Государственный комитет РФ по молодёжной политике. 
17 мая 2000 года был упразднён, а его функции были переданы департаменту по молодёжной политике Министерства образования Российской Федерации.

## Государственный комитет Российской Федерации по делам молодёжи в 2007-2008 гг.
Образован Указом Президента Российской Федерации от 14 сентября 2007 года № 1274. Был подведомственен Правительству Российской Федерации.
Указом Президента РФ от 12.05.2008 N 724 преобразован в Федеральное агентство по делам молодёжи (Росмолодёжь), подведомственное Министерству спорта, туризма и молодёжной политики Российской Федерации. Функции по определению государственной молодёжной политики и нормативно-правовому регулированию в этой сфере были переданы указанному министерству, остальные же — остались за создаваемом агентством.

### Председатель Комитета
- Деникин, Виктор Иванович (1999-2000)
- Новикова Татьяна Викторовна (1996—1998)
- Шаронов, Андрей Владимирович (1991—1996)